# Catalepta
El Catalepta: o Catalepton (del griego κατὰ λεπτόν, literalmente “en detalle”, o “gastos sin importancia” o “calderilla”; más libremente “minucias” o “bagatelas”) es una colección de quince epigramas que forma parte de la Appendix Vergiliana. 

## Autoría
Como en el caso de la Appendix al completo, la autoría virgiliana está en constante discusión académica, considerándose en parte pseudoepigráfica, aunque en medida mucho menor que la mayor parte de la obra debido su relación con la biografía juvenil de Virgilio, especialmente en los poemas V y VIII, y a la presencia de fraseología catuliana y neotérica en general.

## Métrica
La variada métrica de la colección está constituida por el hexámetro (propio de la épica y del epilio), el dístico elegíaco (propio de la epigramática y de la elegía) y el metro de pie yámbico (propio de la sátira).

## Estilo
El estilo abunda en diminutivos, anáforas y aliteraciones, lo que, unido a la temática juvenil y estudiantil y al trato de lo cotidiano con cierta influencia del pensamiento epicúreo, lo ubica en el humilis stilus o estilo bajo del autor, presente también en su primera gran obra, las Bucólicas, inmediatamente posterior a la Appendix.

### Estructura
I. Es un poema dirigido a Plocio Tuca. Junto con su amigo Lucio Varo, el yo lírico se lamenta melancólicamente por una mujer a la que añora (puede que Plocia Hieria). Anticipa algunos rasgos estilísticos que abundan en toda la colección, como la ambigüedad expresiva, los pensamientos dejados en suspenso, los juegos de palabras o las reduplicaciones. Parece contener estilemas propios de Catulo.
II. Escrito en yambos, desarrolla una invectiva contra T. Annio Cimbro, acusado por Cicerón de la muerte de su hermano. Critica el exceso de arcaísmos en el estilo aticista y avanzando hacia la condena del fratricidio. También se aprecian influencias de Catulo.
III. En estos dísticos, la voz lírica exalta la figura de un prócer histórico (Pompeyo el Grande) como un ejemplo ilustre de la fugacidad de los grandes valores humanos. Acusa influencia de Lucrecio en la temática.
IV. Compuesto en dísticos elegíacos y dedicada a su amigo Octavio Musa, paisano de Virgilio que vino a estudiar a Roma con él, alaba el dulce y fértil conocimiento de las Musas. El yo enuncia su deseo de que la poesía corresponda su amor por ella. La abundancia de reduplicaciones y paralelismos sintácticos remite, de nuevo, a Catulo.
V. En yambos y con un esquema reconociblemente catuliano, el yo satiriza a los maestros de retórica, se despide de sus condiscípulos y termina diciendo adiós, melancólicamente, a la poesía (a la que llama Camenas, nombre alternativo de las Musas) para dedicarse a la filosofía. De autoría virgiliana con alta probabilidad.
VI. Satiriza en yambos a un tal Noctuino y a su yerno Atilio a causa de un oscuro escándalo familiar que no se explicita.
VII. En apenas dos dísticos elegíacos, confiesa su amigo Lucio Varo una romance homoerótico con un tal Poto.
VIII. Escrito en dísticos y uno de los mejores poemas del Catalepton, anticipa ya una independencia del estilo catuliano y prefigura el de las primeras bucólicas. De muy probable autoría virgiliana, invita a su familia a ir a vivir a la finca que ha adquirido en Nápoles, en especial a su anciano padre, quien ha sido víctima de las expropiaciones triunvirales.
IX. La longitud de esta composición en dísticos elegíacos hace que no se la pueda considerar un epigrama, sino una elegía encomiástica a M. Valerio Mesala Corvino (a quien también dedica Ciris, otro poema de la Appendix), cuya poesía culta alaba y confiesa querer imitar hacia el final del poema. Abundan las digresiones de estilo neotérico. Además, dispone una serie de comparaciones con heroínas mitológicas e históricas, como Atalanta, Helena, Casiopea, Hipodamia, Sémele, Dánae o Lucrecia como comparación y alabanza con la amada del propio Mesala.
X. Estos yambos componen una sátira en la que, parodiando el carmen IV de Catulo (en el que encomienda la nave en la que viaja a Cástor y Pólux), ridiculiza a un antiguo arriero sabino que, tras medrar hasta alcanzar un cargo público, se hizo retratar en la Curia como exvoto a los Dioscuros.
XI. Compuesto en dísticos, comienza ironizando sobre si la muerte de su amigo Octavio Musa se habría producido por el exceso de vino para terminar lamentando sinceramente la muerte de su amigo. Parodia el epigrama 316 de Calímaco, pero con un humor mucho más doloroso.
XII. De nuevo, entre juegos de palabras al estilo de Catulo, el yo satírico lanza violentas invectivas a los mismos Noctuino y Atilio, acusando a aquél de embriaguez y adulterio, quizá por haber conseguido los favores de una mujer que el poeta deseaba para sí.
XIII. Este epodo es la sátira más violenta y obscena del Catalepton y se dirige contra un antiguo compañero de armas. Puesto que no se tienen noticias de que Virgilio hubiera servido en alguna legión, es uno de los de más improbable atribución.
XIV. Estos dísticos elegíacos invocan a Venus, para que le ayude a terminar la Eneida exitosamente. Es, pues, imposible que sea una obra de juventud, como el resto de los poemas de la colección.
XV. Estos apenas dos dísticos conforman el poema que cierra la selección, casi con total seguridad de la autoría del recopilador y no de Virgilio. Considera a éste mejor que Hesíodo e igual a Homero, presentando esta colección como la más primeriza de su autor, inspirada por una “tosca Calíope”.